# کنچیتا کمبل
کنچیتا کمبل (انگلیسی: Conchita Campbell؛ زادهٔ ۲۵ اکتبر ۱۹۹۵) هنرپیشه و بازیگر سینما اهل کانادا است. وی از سال ۲۰۰۳ میلادی تاکنون مشغول فعالیت بوده‌است.
از فیلم‌ها یا برنامه‌های تلویزیونی که وی در آن نقش داشته است، می‌توان به ۴۴۰۰ اشاره کرد.